# Élections législatives de 1958 dans la Haute-Garonne
Les élections législatives françaises de 1958 se déroulent les 23 et 30 novembre 1958. Dans le département de la Haute-Garonne, six députés sont à élire dans le cadre de six circonscriptions.

## Élus
| Circonscription | Député élu      | Parti | Parti  |
| --------------- | --------------- | ----- | ------ |
| 1re             | René Cathala    |       | UNR    |
| 2e              | Pierre Baudis   |       | CNIP   |
| 3e              | Jacques Maziol  |       | UNR    |
| 4e              | Eugène Montel   |       | SFIO   |
| 5e              | Jacques Douzans |       | Radsoc |
| 6e              | Hippolyte Ducos |       | Radsoc |

## Système électoral
Pour la première fois depuis 1936, les élections législatives ont lieu au scrutin uninominal majoritaire à deux tours dans des circonscriptions uninominales.
Est élu au premier tour le candidat qui réunit la majorité absolue des suffrages exprimés et un nombre de voix au moins égal au quart (25 %) des électeurs inscrits dans la circonscription. Si aucun des candidats ne satisfait ces conditions, un second tour est organisé entre les candidats ayant réuni un nombre de voix au moins égal à 5 % des suffrages exprimés. Au second tour, le candidat arrivé en tête est déclaré élu.
Le seuil de qualification, basé sur un pourcentage relativement faible des suffrages exprimés, tend à faciliter l'accès au second tour de plus de deux candidats. Les candidats en lice au second tour peuvent ainsi fréquemment être trois, un cas de figure appelé « triangulaire ». Lorsque quatre candidats s'affrontent au second tour, on parle de « quadrangulaire ».

## Résultats

### Résultats à l'échelle du département
| Parti          | Parti                                            | Premier tour | Premier tour | Second tour | Second tour | Sièges |
| Parti          | Parti                                            | Voix         | %            | Voix        | %           | Sièges |
| -------------- | ------------------------------------------------ | ------------ | ------------ | ----------- | ----------- | ------ |
|                | Union pour la nouvelle République                | 46 014       | 18,85        | 68 982      | 28,09       | 2      |
|                | Centre national des indépendants et paysans      | 13 676       | 5,60         | 18 298      | 7,45        | 1      |
|                | Modérés                                          | 1 773        | 0,73         |             |             | 0      |
|                | Droite parlementaire                             | 61 463       | 25,17        | 87 280      | 35,54       | 3      |
|                |                                                  |              |              |             |             |        |
|                | Section française de l'Internationale ouvrière   | 59 331       | 24,30        | 78 805      | 32,09       | 1      |
|                | Parti républicain, radical et radical-socialiste | 59 123       | 24,22        | 39 900      | 16,25       | 2      |
|                | Parti communiste français                        | 39 863       | 16,33        | 39 597      | 16,12       | 0      |
|                | Mouvement républicain populaire                  | 12 930       | 5,30         | Retrait     | Retrait     | 0      |
|                | Extrême droite                                   | 8 986        | 3,68         | Retrait     | Retrait     | 0      |
|                | Union des forces démocratiques                   | 1 482        | 0,61         |             |             | 0      |
|                | Centre républicain                               | 969          | 0,40         | 0           |             |        |
|                |                                                  |              |              |             |             |        |
| Inscrits       | Inscrits                                         | 339 690      | 100,00       | 340 757     | 100,00      | 6      |
| Abstentions    | Abstentions                                      | 88 012       | 25,91        | 90 004      | 26,41       |        |
| Votants        | Votants                                          | 251 678      | 74,09        | 250 753     | 73,59       |        |
| Blancs et nuls | Blancs et nuls                                   | 7 531        | 2,99         | 5 171       | 2,06        |        |
| Exprimés       | Exprimés                                         | 244 147      | 97,01        | 245 582     | 97,94       |        |

### Résultats par circonscription

#### Première circonscription (Toulouse-Nord)
| Candidat       | Candidat               | Parti          | Premier tour | Premier tour | Second tour | Second tour |  |
| Candidat       | Candidat               | Parti          | Voix         | %            | Voix        | %           |  |
| -------------- | ---------------------- | -------------- | ------------ | ------------ | ----------- | ----------- |  |
|                | René Cathala élu       | UNR            | 14 226       | 36,51        | 22 004      | 55,83       |  |
|                | Achille Auban          | SFIO           | 7 379        | 18,94        | 10 277      | 26,07       |  |
|                | Jean Boulet            | PCF            | 6 882        | 17,66        | 7 135       | 18,1        |  |
|                | Marcel Bouvier         | Radsoc         | 6 193        | 15,89        | Retrait     | Retrait     |  |
|                | Émile-Georges Combeaud | Extrême droite | 2 290        | 5,88         | Retrait     | Retrait     |  |
|                | Cyprien Calmel         | Modérés        | 1 367        | 3,51         |             |             |  |
|                | Louis Montels          | UFF            | 626          | 1,61         |             |             |  |
|                |                        |                |              |              |             |             |  |
| Inscrits       | Inscrits               | Inscrits       | 54 860       | 100,00       | 54 863      | 100,00      |  |
| Abstentions    | Abstentions            | Abstentions    | 14 728       | 26,85        | 14 625      | 26,66       |  |
| Votants        | Votants                | Votants        | 40 132       | 73,15        | 40 238      | 73,34       |  |
| Blancs et nuls | Blancs et nuls         | Blancs et nuls | 1 169        | 2,91         | 822         | 2,04        |  |
| Exprimés       | Exprimés               | Exprimés       | 38 963       | 97,09        | 39 416      | 97,96       |  |

#### Deuxième circonscription (Toulouse-Centre)
| Candidat       | Candidat            | Parti          | Premier tour | Premier tour | Second tour | Second tour |  |
| Candidat       | Candidat            | Parti          | Voix         | %            | Voix        | %           |  |
| -------------- | ------------------- | -------------- | ------------ | ------------ | ----------- | ----------- |  |
|                | Georges Hyon        | SFIO           | 9 615        | 23,18        | 12 229      | 29,36       |  |
|                | Pierre Baudis élu   | CNIP           | 8 603        | 20,74        | 14 064      | 33,77       |  |
|                | Georges Malgouyres  | PCF            | 7 821        | 18,85        | 7 703       | 18,5        |  |
|                | Pierre Delnomdedieu | UNR            | 7 529        | 18,15        | 7 651       | 18,37       |  |
|                | Louis Thévenot      | Radsoc         | 4 579        | 11,04        | Retrait     | Retrait     |  |
|                | Roger Gimazane      | Extrême droite | 2 650        | 6,39         | Retrait     | Retrait     |  |
|                | Jacques Mauré       | Radsoc         | 683          | 1,65         |             |             |  |
|                |                     |                |              |              |             |             |  |
| Inscrits       | Inscrits            | Inscrits       | 58 443       | 100,00       | 58 390      | 100,00      |  |
| Abstentions    | Abstentions         | Abstentions    | 15 581       | 26,66        | 15 950      | 27,32       |  |
| Votants        | Votants             | Votants        | 42 862       | 73,34        | 42 440      | 72,68       |  |
| Blancs et nuls | Blancs et nuls      | Blancs et nuls | 1 382        | 3,22         | 793         | 1,87        |  |
| Exprimés       | Exprimés            | Exprimés       | 41 480       | 96,78        | 41 647      | 98,13       |  |

#### Troisième circonscription (Toulouse-Sud)
| Candidat       | Candidat                 | Parti          | Premier tour | Premier tour | Second tour | Second tour |  |
| Candidat       | Candidat                 | Parti          | Voix         | %            | Voix        | %           |  |
| -------------- | ------------------------ | -------------- | ------------ | ------------ | ----------- | ----------- |  |
|                | Jacques Maziol élu       | UNR            | 11 402       | 24,83        | 24 027      | 52,14       |  |
|                | Roger Sudre              | SFIO           | 9 953        | 21,68        | 14 330      | 31,1        |  |
|                | Alfred Coste-Floret      | MRP            | 8 331        | 18,15        | Retrait     | Retrait     |  |
|                | Marcelle Rumeau          | PCF            | 7 527        | 16,39        | 7 721       | 16,76       |  |
|                | Maurice Bourgès-Maunoury | Radsoc         | 3 617        | 7,88         | Retrait     | Retrait     |  |
|                | René Chaffiaud           | Radsoc         | 1 739        | 3,79         |             |             |  |
|                | Alexandre Montariol      | UFD            | 1 482        | 3,23         |             |             |  |
|                | Guy Serres               | UFF            | 1 185        | 2,58         |             |             |  |
|                | Roger Legoux             | Radsoc         | 677          | 1,47         |             |             |  |
|                |                          |                |              |              |             |             |  |
| Inscrits       | Inscrits                 | Inscrits       | 63 183       | 100,00       | 63 174      | 100,00      |  |
| Abstentions    | Abstentions              | Abstentions    | 16 023       | 25,36        | 16 194      | 25,63       |  |
| Votants        | Votants                  | Votants        | 47 160       | 74,64        | 46 980      | 74,37       |  |
| Blancs et nuls | Blancs et nuls           | Blancs et nuls | 1 247        | 2,64         | 902         | 1,92        |  |
| Exprimés       | Exprimés                 | Exprimés       | 45 913       | 97,36        | 46 078      | 98,08       |  |

#### Quatrième circonscription (Toulouse-Ouest)
| Candidat       | Candidat           | Parti          | Premier tour | Premier tour | Second tour | Second tour |  |
| Candidat       | Candidat           | Parti          | Voix         | %            | Voix        | %           |  |
| -------------- | ------------------ | -------------- | ------------ | ------------ | ----------- | ----------- |  |
|                | Eugène Montel élu  | SFIO           | 11 546       | 30,24        | 15 096      | 39,35       |  |
|                | Jean Llante        | PCF            | 7 780        | 20,38        | 8 114       | 21,15       |  |
|                | André Mathieu      | UNR            | 6 155        | 16,12        | 10 920      | 28,46       |  |
|                | Georges Brunet     | Radsoc         | 5 233        | 13,71        | Retrait     | Retrait     |  |
|                | André Bourret      | CNIP           | 5 073        | 13,29        | 4 234       | 11,04       |  |
|                | Sylvain Marcaillou | UFF            | 1 013        | 2,65         |             |             |  |
|                | Raoul Séveillac    | CR             | 969          | 2,54         |             |             |  |
|                | Roger Niclot       | Modérés        | 406          | 1,06         |             |             |  |
|                |                    |                |              |              |             |             |  |
| Inscrits       | Inscrits           | Inscrits       | 52 641       | 100,00       | 52 649      | 100,00      |  |
| Abstentions    | Abstentions        | Abstentions    | 13 226       | 25,12        | 13 524      | 25,69       |  |
| Votants        | Votants            | Votants        | 39 415       | 74,88        | 39 125      | 74,31       |  |
| Blancs et nuls | Blancs et nuls     | Blancs et nuls | 1 240        | 3,15         | 761         | 1,95        |  |
| Exprimés       | Exprimés           | Exprimés       | 38 175       | 96,85        | 38 364      | 98,05       |  |

#### Cinquième circonscription (Muret)
| Candidat       | Candidat            | Parti          | Premier tour | Premier tour | Second tour | Second tour |  |
| Candidat       | Candidat            | Parti          | Voix         | %            | Voix        | %           |  |
| -------------- | ------------------- | -------------- | ------------ | ------------ | ----------- | ----------- |  |
|                | Jacques Douzans élu | Rad            | 16 235       | 39,72        | 20 507      | 49,28       |  |
|                | Bernard Audigé      | SFIO           | 11 543       | 28,24        | 15 660      | 37,63       |  |
|                | Roger Fargues       | PCF            | 5 928        | 14,5         | 5 447       | 13,09       |  |
|                | Auguste Faure       | UNR            | 3 663        | 8,96         | Retrait     | Retrait     |  |
|                | Georges Turines     | Radsoc         | 3 500        | 8,56         | Retrait     | Retrait     |  |
|                |                     |                |              |              |             |             |  |
| Inscrits       | Inscrits            | Inscrits       | 56 308       | 100,00       | 56 441      | 100,00      |  |
| Abstentions    | Abstentions         | Abstentions    | 13 896       | 24,68        | 13 710      | 24,29       |  |
| Votants        | Votants             | Votants        | 42 412       | 75,32        | 42 731      | 75,71       |  |
| Blancs et nuls | Blancs et nuls      | Blancs et nuls | 1 543        | 3,64         | 1 117       | 2,61        |  |
| Exprimés       | Exprimés            | Exprimés       | 40 869       | 96,36        | 41 614      | 97,39       |  |

#### Sixième circonscription (Saint-Gaudens)
| Candidat       | Candidat            | Parti          | Premier tour | Premier tour | Second tour | Second tour |  |
| Candidat       | Candidat            | Parti          | Voix         | %            | Voix        | %           |  |
| -------------- | ------------------- | -------------- | ------------ | ------------ | ----------- | ----------- |  |
|                | Hippolyte Ducos élu | Radsoc         | 16 667       | 43,01        | 19 393      | 50,42       |  |
|                | Jean Lassère        | SFIO           | 9 295        | 23,99        | 11 213      | 29,15       |  |
|                | Jean Blanc          | MRP            | 4 599        | 11,87        | Retrait     | Retrait     |  |
|                | Georges Champinot   | PCF            | 3 925        | 10,13        | 3 477       | 9,04        |  |
|                | Jean Lioux          | UNR            | 3 039        | 7,84         | 4 380       | 11,39       |  |
|                | Roger Dupuy         | UFF            | 1 222        | 3,15         |             |             |  |
|                |                     |                |              |              |             |             |  |
| Inscrits       | Inscrits            | Inscrits       | 54 255       | 100,00       | 55 240      | 100,00      |  |
| Abstentions    | Abstentions         | Abstentions    | 14 558       | 26,83        | 16 001      | 28,97       |  |
| Votants        | Votants             | Votants        | 39 697       | 73,17        | 39 239      | 71,03       |  |
| Blancs et nuls | Blancs et nuls      | Blancs et nuls | 950          | 2,39         | 776         | 1,98        |  |
| Exprimés       | Exprimés            | Exprimés       | 38 747       | 97,61        | 38 463      | 98,02       |  |